# Lélis Ferreira Chaves
Lélis Ferreira Chaves (Campina Verde, 29 de junho de 1927) foi um professor e político brasileiro do estado de Minas Gerais.

## Biografia
Filho de João Ferreira Chaves e de Benvinda de Freitas Chaves, nasceu em Campina Verde, então distrito de Prata, na região do pontal do triângulo mineiro, e estudou no Colégio do Caraça.
Fez o curso de Filosofia e Teologia no Seminário dos Padres Lazaristas, em Petrópolis. Bacharelou-se em Filosofia pela PUC-RJ em 1956 e em Direito pela então Faculdade Nacional de Direito da Universidade do Brasil em 1958. No Rio de Janeiro, frequentou, por dois anos, o curso de Línguas Neolatinas da Faculdade de Filosofia, Ciências e Letras Lafayette.
Fez parte da Confederação dos Centros Culturais da Juventude (CCCJ), uma entidade estudantil que reuniria milhares de jovens distribuídos em centenas de núcleos espalhados por todo o País e tinha Plínio Salgado como Presidente de Honra. No CCCJ, integrou a Câmara dos Águias Brancas, um conjunto que congregava 30 representantes do novo Conselho Diretivo Integralista de 1958.
Atuou como deputado estadual de Minas Gerais, pelo Partido de Representação Popular (PRP), na 5ª legislatura (1963 - 1967) como suplente, substituindo Sebastião Navarro Vieira em três períodos.
Em Uberlândia, onde residiu, foi funcionário do Banco do Brasil e professor das Faculdades de Filosofia e de Ciências Econômicas. Lecionou em cursos médios e pré-vestibulares da mesma cidade e no Colégio Ordem e Progresso, da Polícia Militar, em Belo Horizonte. Católico atuante, dedicou-se a obras de assistência a enfermos e idosos indigentes. Foi, ainda, fazendeiro no Município de Ituiutaba.
Era casado com Zeni Ferreira Chaves.